# 托马斯·波尔森
托马斯·波尔森（丹麥語：Thomas Poulsen，1970年2月16日—），丹麦男子赛艇运动员。他曾代表丹麦参加1996年夏季奥林匹克运动会赛艇比赛，获得男子轻量级四人单桨无舵手金牌。